# Tour de Francia 2012
La 99.ª edición del Tour de Francia se disputó del 30 de junio al 22 de julio de 2012. Constó de 21 etapas para completar un recorrido total de 3.479,1 km, incluyendo 101,4 km contrarreloj repartidos en tres etapas (una de ellas prólogo), desde Lieja (Bélgica) hasta el clásico final de los Campos Elíseos en París.
Lieja fue por segunda vez inicio del Tour, después de haberlo hecho en 2004. Como en aquella ocasión, comenzó con una prólogo de unos 6 km por el centro de la ciudad. En esta ocasión, la ronda gala recorrió tres etapas por suelos belgas no atravesando ningún otro país hasta la etapa 8.ª que acabó en Suiza. Como curiosidad el recorrido de esta edición se filtró a principios de octubre de 2011 debido a un error informático en su página web.
Participaron 198 ciclistas, repartidos en 22 equipos, de los que lograron terminar 153.
El ganador de la carrera fue Bradley Wiggins (quien además se hizo con las dos etapas contrarreloj). Le acompañaron en el podio su compañero de equipo Chris Froome (vencedor de una etapa) y Vincenzo Nibali, respectivamente.
En las clasificaciones y premios secundarios se impusieron Peter Sagan (puntos, al ganar tres etapas), Thomas Voeckler (montaña), Tejay van Garderen (jóvenes), RadioShack-Nissan (equipos) y Chris Anker Sørensen (combatividad). Los corredores con más victorias fueron el mencionado Peter Sagan, André Greipel y Mark Cavendish con tres victorias cada uno.

## Participantes

### Equipos
Tomaron parte en la carrera los 18 equipos de categoría UCI ProTeam (al tener obligada y asegurada su participación); más 4 de categoría Profesional Continental invitados por la organización (Team Europcar, Saur-Sojasun, Cofidis, le Crédit en Ligne y Team Argos-Shimano). Formando así un pelotón de 198 ciclistas (cerca del límite de 200 establecido para carreras profesionales), con 9 corredores cada equipo, de los que acabaron 153. Los equipos participantes fueron:
| ProTeams (18)- AG2R La Mondiale - Astana - BMC Racing Team - Euskaltel-Euskadi - FDJ-BigMat - Garmin-Sharp - Katusha Team - Lampre-ISD - Liquigas-Cannondale - Lotto-Belisol - Movistar Team - Omega Pharma-Quick Step - Orica-GreenEDGE - Rabobank - RadioShack-Nissan - Saxo Bank-Tinkoff Bank - Sky - Vacansoleil - DCM Equipos continentales profesionales (4)- Argos-Shimano - Cofidis, le Crédit en Ligne - Team Europcar - Saur-Sojasun |
| |

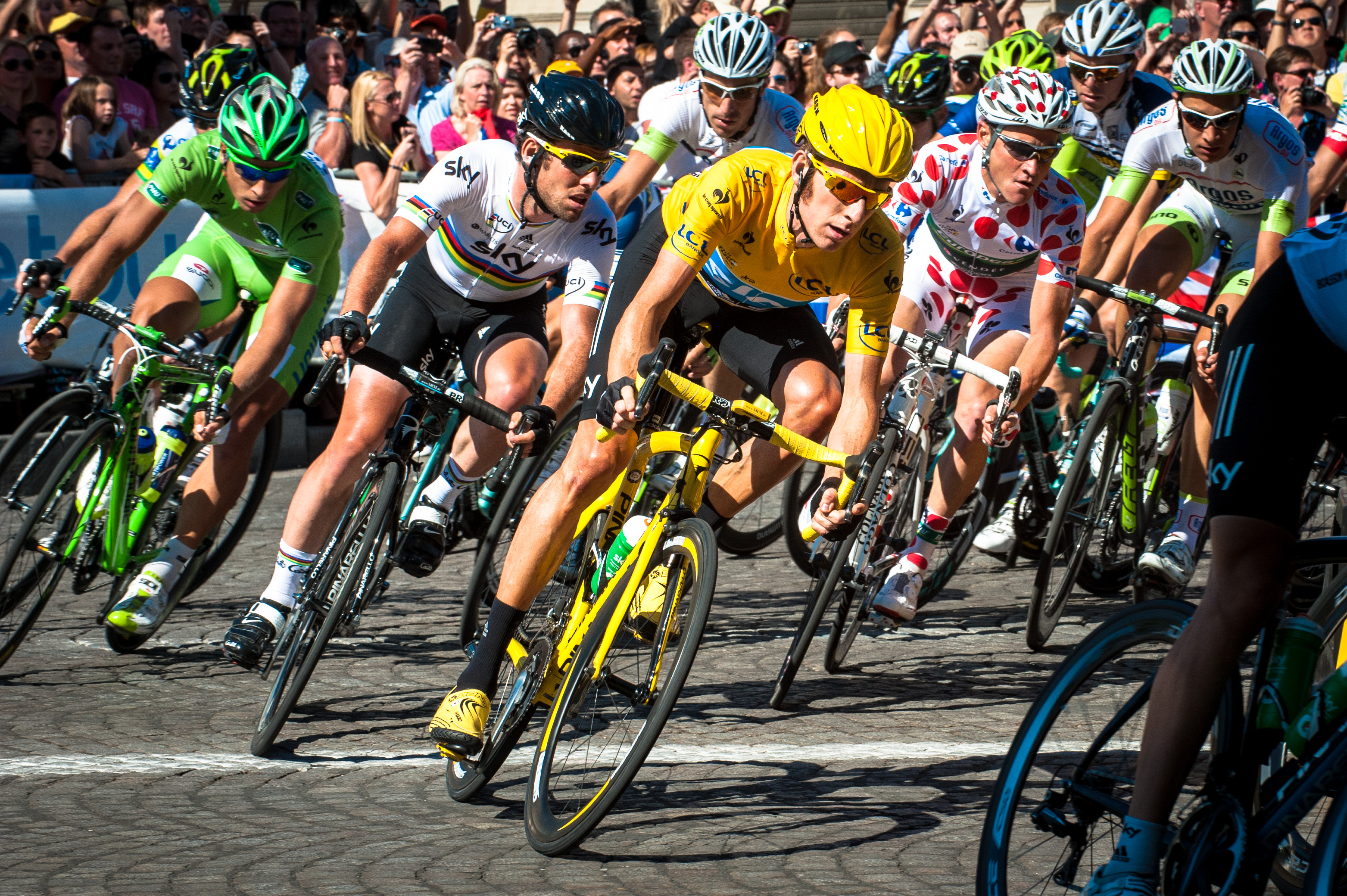
El pelotón en la llegada a París.

Las invitaciones produjeron la dimisión del mánager general del Bretagne-Schuller, Joël Blévin, debido a que por segundo año consecutivo se quedaron fuera de la ronda gala debido a que apenas hay precedentes de que un equipo francés con opción a entrar en el Tour se quede fuera durante dos años consecutivos.
Como curiosidad, el Tour 2012 fue la primera carrera en la que los equipos hasta entonces llamados Team Saxo Bank y Garmin-Barracuda corrieron con su nueva denominación de Team Saxo Bank-Tinkoff Bank y Garmin-Sharp, respectivamente.

### Favoritos
Cadel Evans defendió su título tras la victoria en 2011. El subcampeón del año anterior, Andy Schleck, no pudo participar debido a una fractura del hueso sacro de la pelvis sufrida en el Critérium del Dauphiné. Por su parte, Alberto Contador no tomó la salida al encontrarse suspendido por su positivo en el Tour 2010. Otros exganadores de Grandes Vueltas que sí participaron en el Tour de Francia de ese año fueron: Denis Menchov (Vuelta a España 2007, Giro de Italia 2009), Alexander Vinokourov (Vuelta a España 2006), Alejandro Valverde (Vuelta a España 2009), Vincenzo Nibali (Vuelta a España 2010), Juan José Cobo (Vuelta a España 2011, pero en 2019 se le retiró tal triunfo por dopaje), Ivan Basso (Giro de Italia 2006 y 2010), Michele Scarponi (Giro de Italia 2011) y Ryder Hesjedal (Giro de Italia 2012).
Sin embargo, el gran favorito según muchos críticos era el británico Bradley Wiggins. El tercero de la edición de Tour de Francia 2009 (tras descalificación en octubre de 2012 de Lance Armstrong) y también tercero en la Vuelta a España 2011, pero por dopaje de Cobo sube al segundo lugar,  demostró muy buena forma durante toda la temporada al ganar la clasificación general en carreras tan importantes como París-Niza, Tour de Romandía y Critérium del Dauphiné. En julio confirmaría las expectativas proclamándose campeón de la ronda francesa.

## Etapas
| Etapa      | Fecha     | Recorrido                                   | type                    | Distancia (km) | Ganador            | Líder             |
| ---------- | --------- | ------------------------------------------- | ----------------------- | -------------- | ------------------ | ----------------- |
| Prólogo    | 30 de jun | Lieja – Lieja                               | prólogo                 | 6,4            | Fabian Cancellara  | Fabian Cancellara |
| 1.ª etapa  | 1 de jul  | Lieja – Seraing                             | etapa llana             | 198            | Peter Sagan        | Fabian Cancellara |
| 2.ª etapa  | 2 de jul  | Visé – Tournai                              | etapa llana             | 207,5          | Mark Cavendish     | Fabian Cancellara |
| 3.ª etapa  | 3 de jul  | Orchies – Boulogne-sur-Mer                  | etapa escarpada         | 197            | Peter Sagan        | Fabian Cancellara |
| 4.ª etapa  | 4 de jul  | Abbeville – Ruán                            | etapa llana             | 214,5          | André Greipel      | Fabian Cancellara |
| 5.ª etapa  | 5 de jul  | Ruán – San Quintín                          | etapa llana             | 196,5          | André Greipel      | Fabian Cancellara |
| 6.ª etapa  | 6 de jul  | Épernay – Metz                              | etapa llana             | 207,5          | Peter Sagan        | Fabian Cancellara |
| 7.ª etapa  | 7 de jul  | Tomblaine – La Planche des Belles Filles    | etapa escarpada         | 199            | Chris Froome       | Bradley Wiggins   |
| 8.ª etapa  | 8 de jul  | Belfort – Porrentruy                        | etapa escarpada         | 157,5          | Thibaut Pinot      | Bradley Wiggins   |
| 9.ª etapa  | 9 de jul  | Arc-et-Senans – Besanzón                    | contrarreloj individual | 41,5           | Bradley Wiggins    | Bradley Wiggins   |
| 10.ª etapa | 11 de jul | Mâcon – Bellegarde-sur-Valserine            | etapa de montaña        | 194,5          | Thomas Voeckler    | Bradley Wiggins   |
| 11.ª etapa | 12 de jul | Albertville – Les Sybelles                  | etapa de montaña        | 148            | Pierre Rolland     | Bradley Wiggins   |
| 12.ª etapa | 13 de jul | Saint-Jean-de-Maurienne – Annonay           | etapa escarpada         | 226            | David Millar       | Bradley Wiggins   |
| 13.ª etapa | 14 de jul | Saint-Paul-Trois-Châteaux – Cap d'Agde      | etapa llana             | 217            | André Greipel      | Bradley Wiggins   |
| 14.ª etapa | 15 de jul | Limoux – Foix                               | etapa de montaña        | 191            | Luis León Sánchez  | Bradley Wiggins   |
| 15.ª etapa | 16 de jul | Samatan – Pau                               | etapa llana             | 158,5          | Pierrick Fédrigo   | Bradley Wiggins   |
| 16.ª etapa | 18 de jul | Pau – Bagnères-de-Luchon                    | etapa de montaña        | 197            | Thomas Voeckler    | Bradley Wiggins   |
| 17.ª etapa | 19 de jul | Bagnères-de-Luchon – Peyragudes             | etapa de montaña        | 143,5          | Alejandro Valverde | Bradley Wiggins   |
| 18.ª etapa | 20 de jul | Blagnac – Brive-la-Gaillarde                | etapa llana             | 222,5          | Mark Cavendish     | Bradley Wiggins   |
| 19.ª etapa | 21 de jul | Bonneval – Chartres                         | contrarreloj individual | 53,5           | Bradley Wiggins    | Bradley Wiggins   |
| 20.ª etapa | 22 de jul | Rambouillet – Avenida de los Campos Elíseos | etapa llana             | 120            | Mark Cavendish     | Bradley Wiggins   |

## Clasificaciones

### Clasificación general

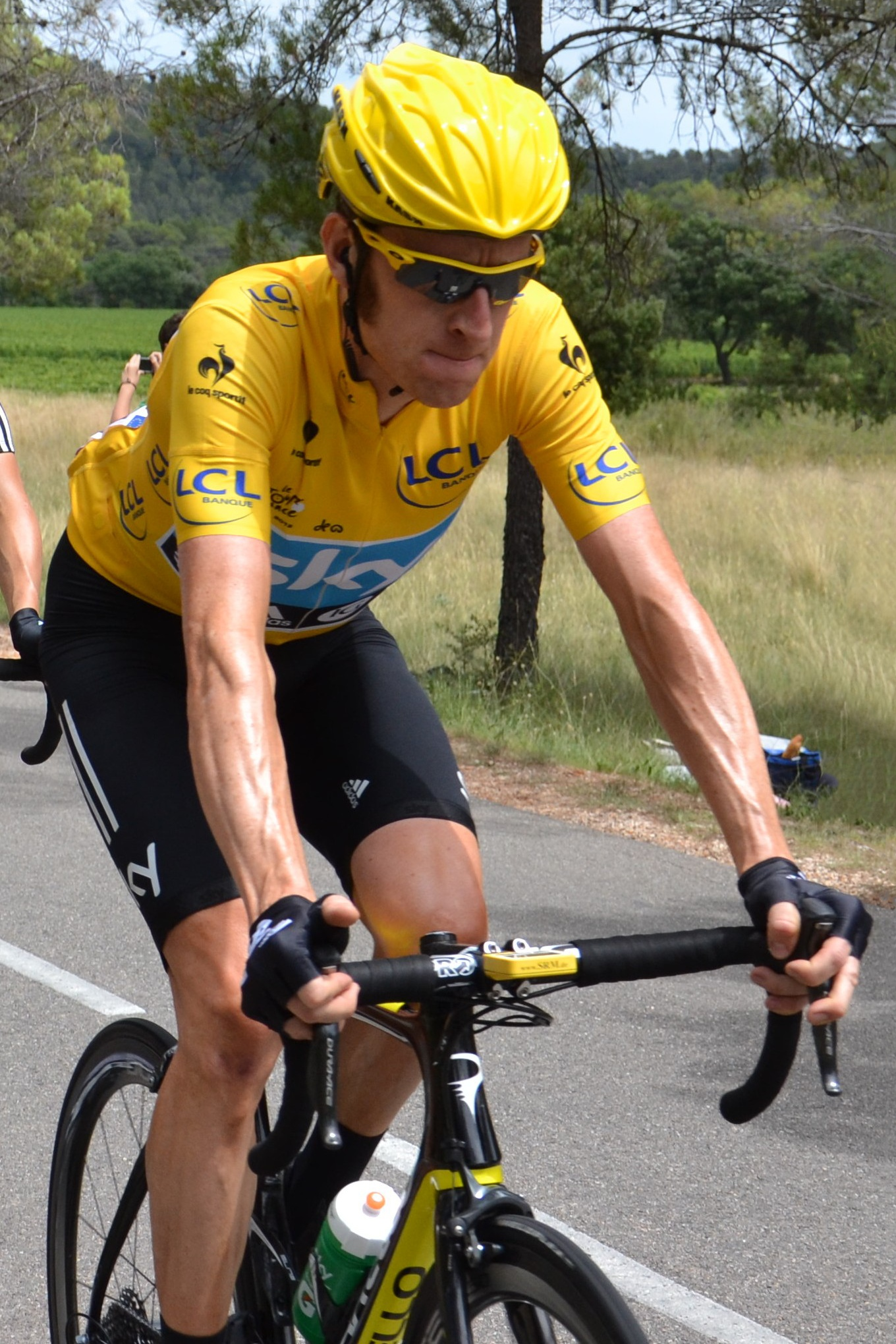
Bradley Wiggins ganador final del Tour de Francia.

La clasificación general concluyó de la siguiente forma:
| \| Clasificación general \| Clasificación general \| Clasificación general \| Clasificación general \| Clasificación general \| \| Ciclista \| Ciclista \| Equipo \| Tiempo \| \| \| --------------------- \| --------------------- \| ---------------------- \| --------------------- \| --------------------- \| \| 1.º \| Bradley Wiggins \| Team Sky \| 87 h 34 min 47 s \| \| \| 2.º \| Chris Froome \| Team Sky \| + 3 min 21 s \| \| \| 3.º \| Vincenzo Nibali \| Liquigas-Cannondale \| + 6 min 19 s \| \| \| 4.º \| Jurgen van den Broeck \| Lotto-Belisol \| + 10 min 15 s \| \| \| 5.º \| Tejay van Garderen \| BMC Racing Team \| + 11 min 04 s \| \| \| 6.º \| Haimar Zubeldia \| RadioShack-Nissan \| + 15 min 41 s \| \| \| 7.º \| Cadel Evans \| BMC Racing Team \| + 15 min 49 s \| \| \| 8.º \| Pierre Rolland \| Team Europcar \| + 16 min 26 s \| \| \| 9.º \| Janez Brajkovič \| Astana \| + 16 min 33 s \| \| \| 10.º \| Thibaut Pinot \| FDJ-BigMat \| + 17 min 17 s \| \| \| 11.º \| Andreas Klöden \| RadioShack-Nissan \| + 17 min 54 s \| \| \| 12.º \| Nicolas Roche \| AG2R La Mondiale \| + 19 min 33 s \| \| \| 13.º \| Chris Horner \| RadioShack-Nissan \| + 19 min 55 s \| \| \| 14.º \| Chris Anker Sørensen \| Saxo Bank-Tinkoff Bank \| + 25 min 27 s \| \| \| 15.º \| Denís Menshov \| Katusha \| DES \| \| \| 16.º \| Maxime Monfort \| RadioShack-Nissan \| + 28 min 30 s \| \| \| 17.º \| Egoi Martínez \| Euskaltel-Euskadi \| + 31 min 46 s \| \| \| 18.º \| Rui Alberto Costa \| Movistar Team \| + 37 min 03 s \| \| \| 19.º \| Eduard Vorganov \| Katusha \| + 38 min 16 s \| \| \| 20.º \| Alejandro Valverde \| Movistar Team \| + 42 min 26 s \| \| |                       |                        |                  |
| |                       |                        |                  |
| Fuente: ProCyclingStats |                       |                        |                  |
| Clasificación general |                       |                        |                  |
| Ciclista | Ciclista              | Equipo                 | Tiempo           |
| 1.º | Bradley Wiggins       | Team Sky               | 87 h 34 min 47 s |
| 2.º | Chris Froome          | Team Sky               | + 3 min 21 s     |
| 3.º | Vincenzo Nibali       | Liquigas-Cannondale    | + 6 min 19 s     |
| 4.º | Jurgen van den Broeck | Lotto-Belisol          | + 10 min 15 s    |
| 5.º | Tejay van Garderen    | BMC Racing Team        | + 11 min 04 s    |
| 6.º | Haimar Zubeldia       | RadioShack-Nissan      | + 15 min 41 s    |
| 7.º | Cadel Evans           | BMC Racing Team        | + 15 min 49 s    |
| 8.º | Pierre Rolland        | Team Europcar          | + 16 min 26 s    |
| 9.º | Janez Brajkovič       | Astana                 | + 16 min 33 s    |
| 10.º | Thibaut Pinot         | FDJ-BigMat             | + 17 min 17 s    |
| 11.º | Andreas Klöden        | RadioShack-Nissan      | + 17 min 54 s    |
| 12.º | Nicolas Roche         | AG2R La Mondiale       | + 19 min 33 s    |
| 13.º | Chris Horner          | RadioShack-Nissan      | + 19 min 55 s    |
| 14.º | Chris Anker Sørensen  | Saxo Bank-Tinkoff Bank | + 25 min 27 s    |
| 15.º | Denís Menshov         | Katusha                | DES              |
| 16.º | Maxime Monfort        | RadioShack-Nissan      | + 28 min 30 s    |
| 17.º | Egoi Martínez         | Euskaltel-Euskadi      | + 31 min 46 s    |
| 18.º | Rui Alberto Costa     | Movistar Team          | + 37 min 03 s    |
| 19.º | Eduard Vorganov       | Katusha                | + 38 min 16 s    |
| 20.º | Alejandro Valverde    | Movistar Team          | + 42 min 26 s    |

### Clasificación por puntos

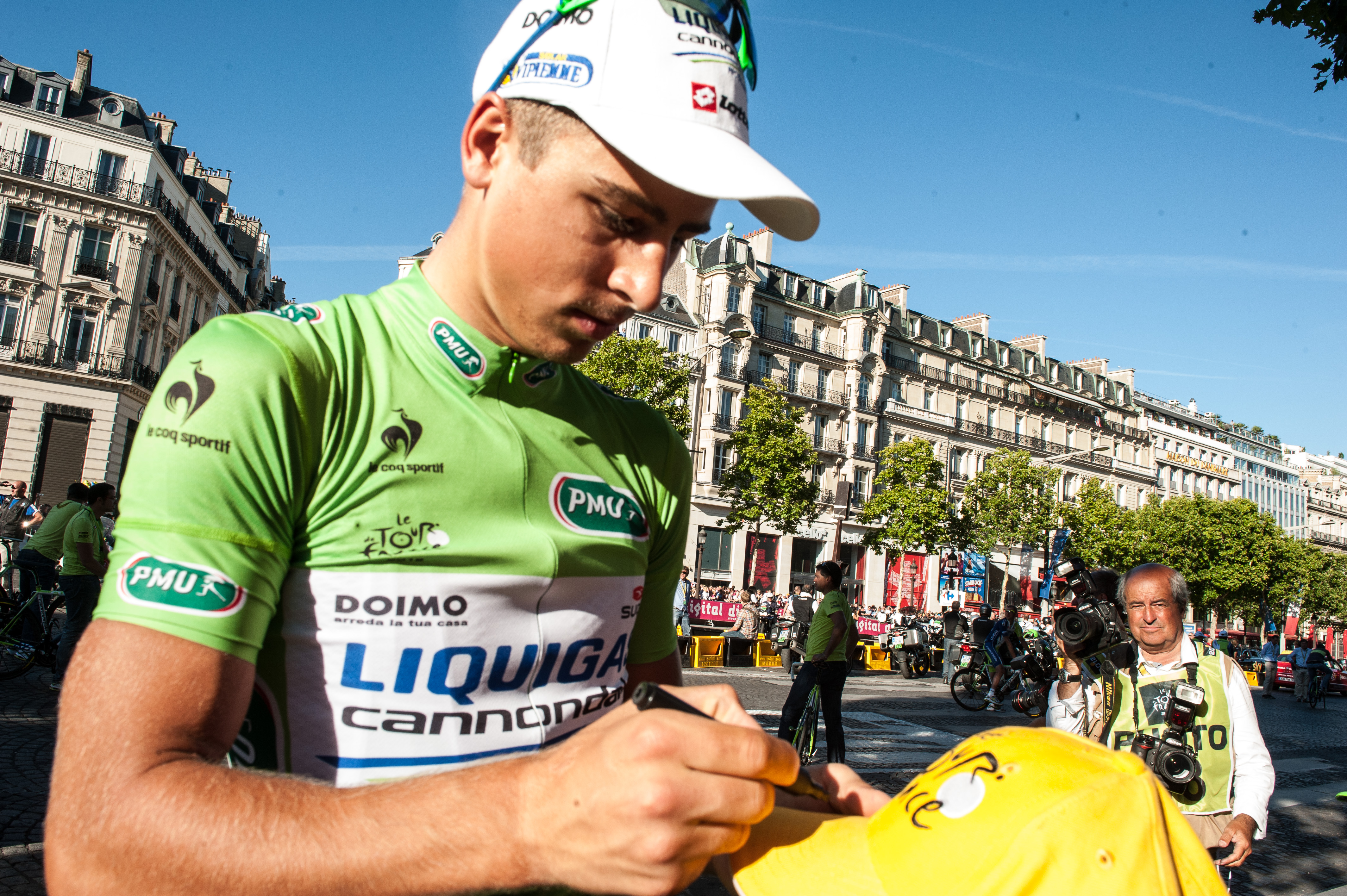
Peter Sagan, ganador de la clasificación por puntos.

La clasificación por puntos concluyó de la siguiente forma:
| Clasificación por puntos | Clasificación por puntos | Clasificación por puntos | Clasificación por puntos | Clasificación por puntos |
| Ciclista                 | Ciclista                 | Equipo                   | Puntos                   |                          |
| ------------------------ | ------------------------ | ------------------------ | ------------------------ | ------------------------ |
| 1.º                      | Peter Sagan              | Liquigas-Cannondale      | 421 pts                  |                          |
| 2.º                      | André Greipel            | Lotto-Belisol            | 280 pts                  |                          |
| 3.º                      | Matthew Goss             | Orica-GreenEDGE          | 268 pts                  |                          |
| 4.º                      | Mark Cavendish           | Team Sky                 | 220 pts                  |                          |
| 5.º                      | Edvald Boasson Hagen     | Team Sky                 | 160 pts                  |                          |
| 6.º                      | Bradley Wiggins          | Team Sky                 | 144 pts                  |                          |
| 7.º                      | Chris Froome             | Team Sky                 | 126 pts                  |                          |
| 8.º                      | Luis León Sánchez        | Rabobank                 | 104 pts                  |                          |
| 9.º                      | Juan José Haedo          | Saxo Bank-Tinkoff Bank   | 102 pts                  |                          |
| 10.º                     | Cadel Evans              | BMC Racing Team          | 100 pts                  |                          |

### Clasificación de la montaña

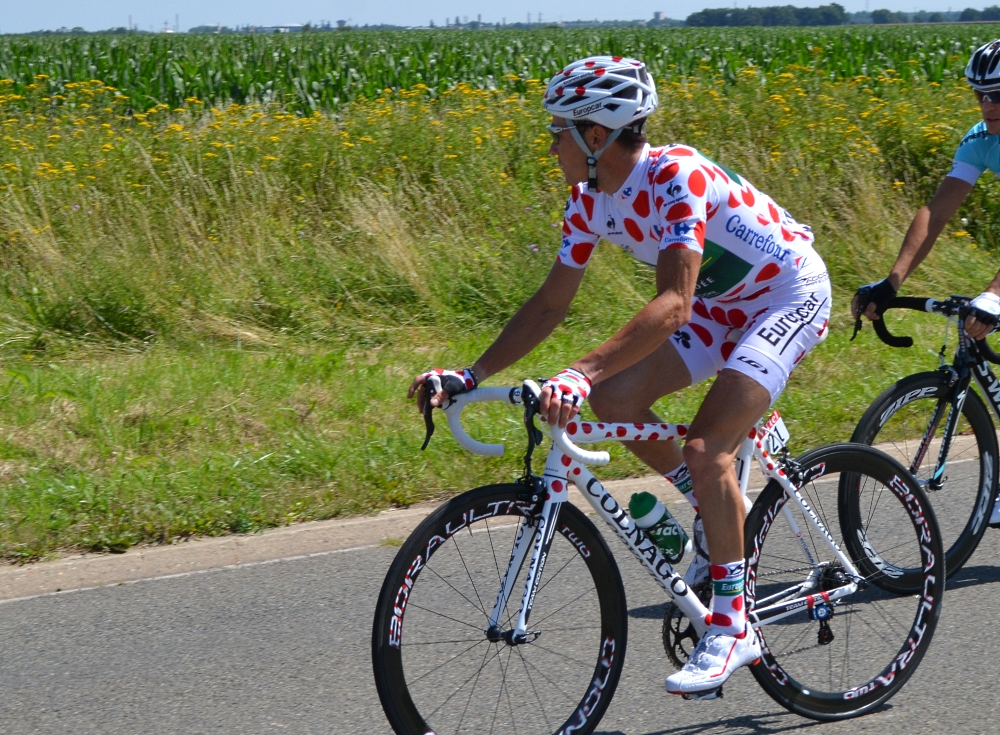
Thomas Voeckler ganador de la clasificación de la montaña.

La clasificación de la montaña concluyó de la siguiente forma:
| Clasificación de la montaña | Clasificación de la montaña | Clasificación de la montaña | Clasificación de la montaña | Clasificación de la montaña |
| Ciclista                    | Ciclista                    | Equipo                      | Puntos                      |                             |
| --------------------------- | --------------------------- | --------------------------- | --------------------------- | --------------------------- |
| 1.º                         | Thomas Voeckler             | Team Europcar               | 135 pts                     |                             |
| 2.º                         | Fredrik Kessiakoff          | Astana                      | 123 pts                     |                             |
| 3.º                         | Chris Anker Sørensen        | Saxo Bank-Tinkoff Bank      | 77 pts                      |                             |
| 4.º                         | Pierre Rolland              | Team Europcar               | 63 pts                      |                             |
| 5.º                         | Alejandro Valverde          | Movistar Team               | 51 pts                      |                             |
| 6.º                         | Chris Froome                | Team Sky                    | 48 pts                      |                             |
| 7.º                         | Egoi Martínez               | Euskaltel-Euskadi           | 43 pts                      |                             |
| 8.º                         | Thibaut Pinot               | FDJ-BigMat                  | 40 pts                      |                             |
| 9.º                         | Brice Feillu                | Saur-Sojasun                | 38 pts                      |                             |
| 10.º                        | Daniel Martin               | Garmin-Sharp                | 34 pts                      |                             |

### Clasificación de los jóvenes

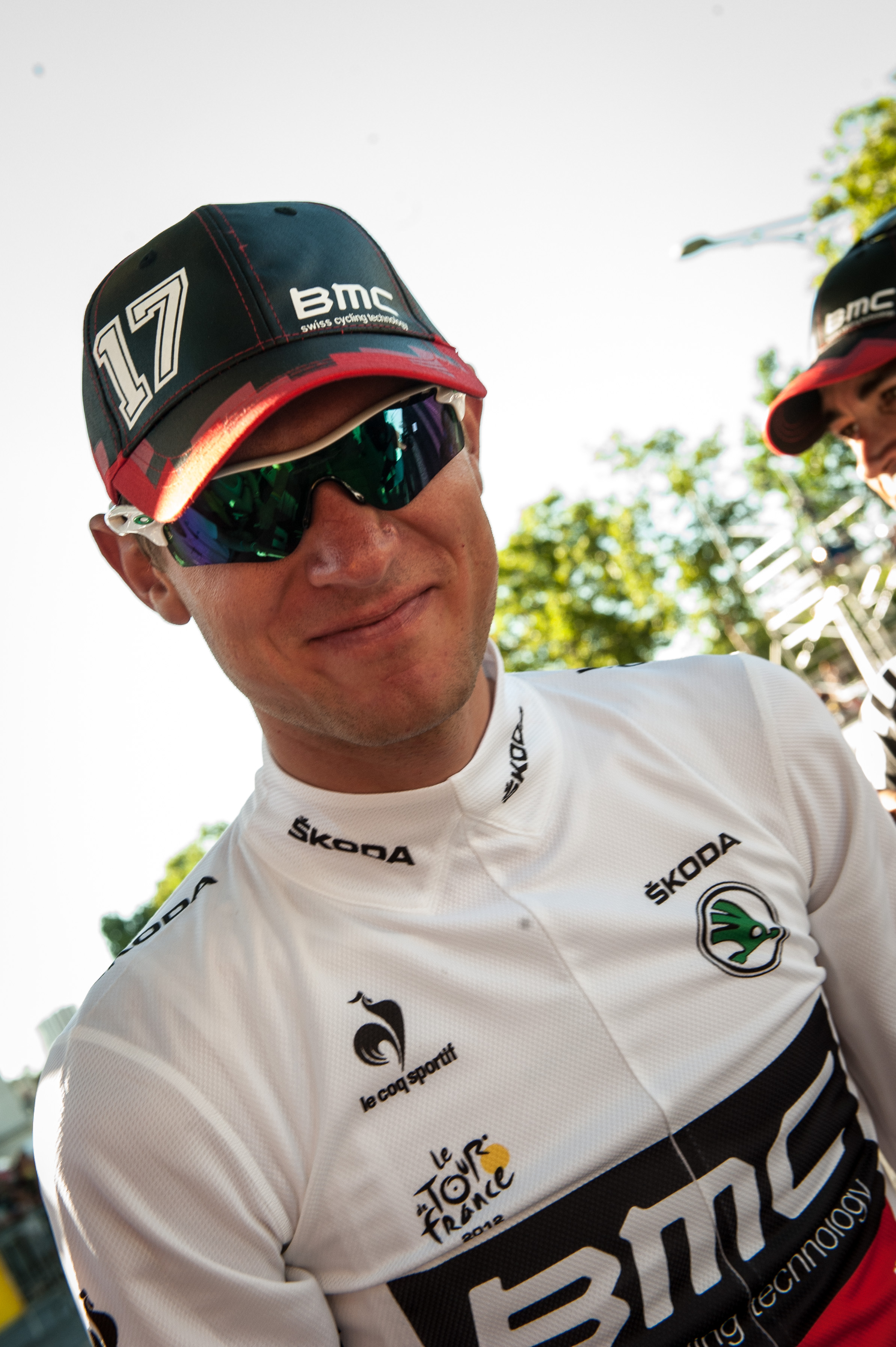
Tejay van Garderen ganador de la clasificación de los jóvenes.

La clasificación de los jóvenes concluyó de la siguiente forma:
| Clasificación del mejor joven | Clasificación del mejor joven | Clasificación del mejor joven | Clasificación del mejor joven | Clasificación del mejor joven |
| Ciclista                      | Ciclista                      | Equipo                        | Tiempo                        |                               |
| ----------------------------- | ----------------------------- | ----------------------------- | ----------------------------- | ----------------------------- |
| 1.º                           | Tejay van Garderen            | BMC Racing Team               | 87 h 45 min 51 s              |                               |
| 2.º                           | Thibaut Pinot                 | FDJ-BigMat                    | + 6 min 13 s                  |                               |
| 3.º                           | Steven Kruijswijk             | Rabobank                      | + 1 h 05 min 48 s             |                               |
| 4.º                           | Rein Taaramäe                 | Cofidis, le Crédit en Ligne   | + 1 h 16 min 48 s             |                               |
| 5.º                           | Gorka Izagirre                | Euskaltel-Euskadi             | + 1 h 21 min 15 s             |                               |
| 6.º                           | Rafa Valls                    | Vacansoleil-DCM               | + 1 h 26 min 53 s             |                               |
| 7.º                           | Peter Sagan                   | Liquigas-Cannondale           | + 1 h 27 min 33 s             |                               |
| 8.º                           | Dominik Nerz                  | Liquigas-Cannondale           | + 1 h 31 min 08 s             |                               |
| 9.º                           | Edvald Boasson Hagen          | Team Sky                      | + 1 h 41 min 30 s             |                               |
| 10.º                          | Davide Malacarne              | Team Europcar                 | + 1 h 46 min 41 s             |                               |

### Clasificación por equipos

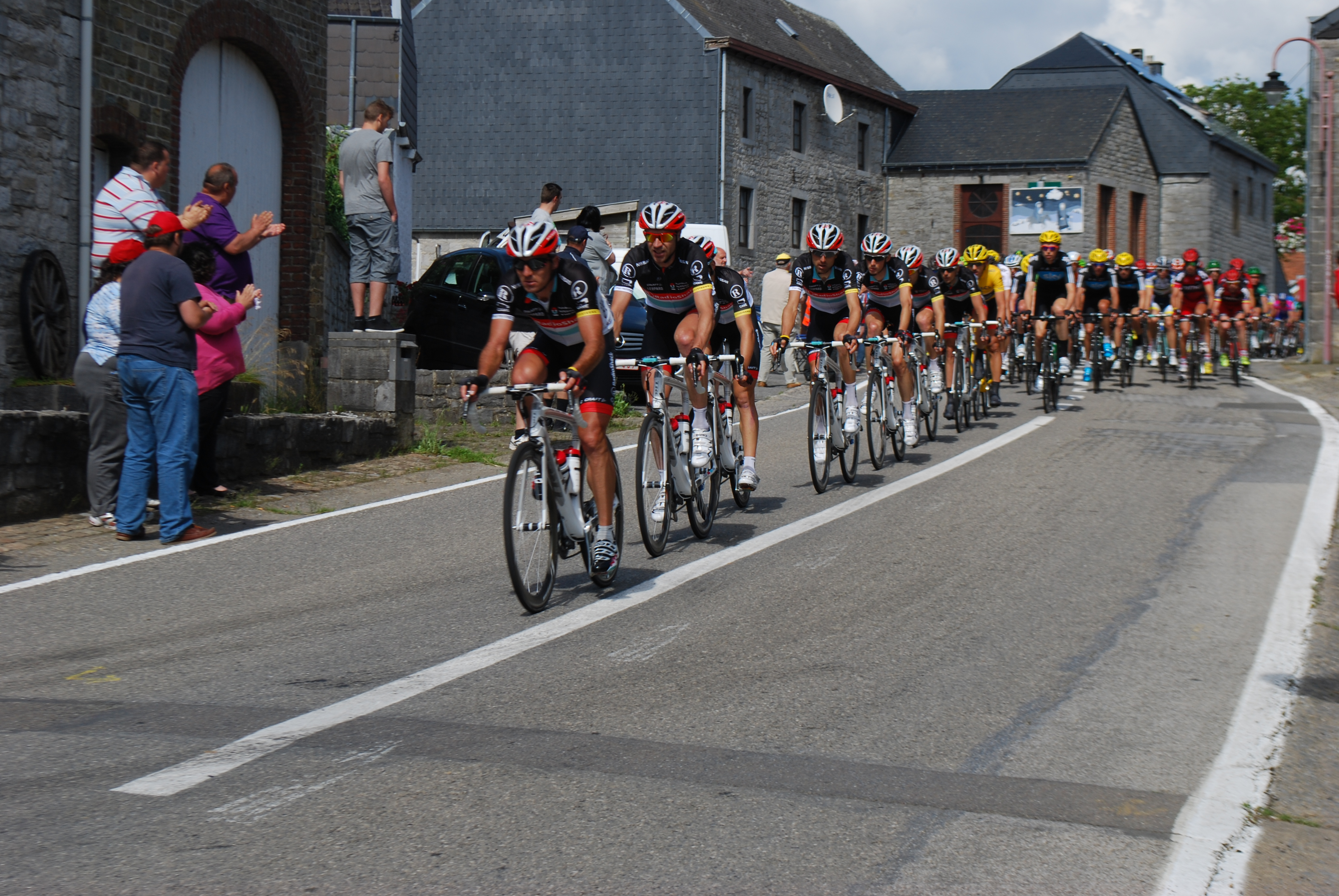
RadioShack-Nissan ganador de la clasificación por equipos.

La clasificación por equipos concluyó de la siguiente forma:
| Clasificación por equipos | Clasificación por equipos | Clasificación por equipos | Clasificación por equipos |
| Equipo                    | Equipo                    | Tiempo                    |                           |
| ------------------------- | ------------------------- | ------------------------- | ------------------------- |
| 1.º                       | RadioShack-Nissan         | 263 h 12 min 14 s         |                           |
| 2.º                       | Sky                       | + 5 min 46 s              |                           |
| 3.º                       | BMC Racing Team           | + 36 min 29 s             |                           |
| 4.º                       | Astana                    | + 43 min 22 s             |                           |
| 5.º                       | Liquigas-Cannondale       | + 1 h 04 min 55 s         |                           |
| 6.º                       | Movistar Team             | + 1 h 08 min 16 s         |                           |
| 7.º                       | Team Europcar             | + 1 h 08 min 46 s         |                           |
| 8.º                       | Katusha Team              | + 1 h 12 min 46 s         |                           |
| 9.º                       | FDJ-BigMat                | + 1 h 19 min 30 s         |                           |
| 10.º                      | AG2R La Mondiale          | + 1 h 41 min 15 s         |                           |

## Evolución de las clasificaciones
| Etapa                   |                         | Ganador _          | Clasificación general | Puntos            | Montaña            | Jóvenes            | Combatividad         | Equipo            |
| ----------------------- | ----------------------- | ------------------ | --------------------- | ----------------- | ------------------ | ------------------ | -------------------- | ----------------- |
| Prólogo                 | prólogo                 | Fabian Cancellara  | Fabian Cancellara     | Fabian Cancellara | no otorgado        | Tejay van Garderen | no otorgado          | Sky               |
| 1.ª etapa               | etapa llana             | Peter Sagan        | Fabian Cancellara     | Fabian Cancellara | Michael Mørkøv     | Tejay van Garderen | Nicolas Edet         | Sky               |
| 2.ª etapa               | etapa llana             | Mark Cavendish     | Fabian Cancellara     | Peter Sagan       | Michael Mørkøv     | Tejay van Garderen | Anthony Roux         | Sky               |
| 3.ª etapa               | etapa escarpada         | Peter Sagan        | Fabian Cancellara     | Peter Sagan       | Michael Mørkøv     | Tejay van Garderen | Michael Mørkøv       | Sky               |
| 4.ª etapa               | etapa llana             | André Greipel      | Fabian Cancellara     | Peter Sagan       | Michael Mørkøv     | Tejay van Garderen | Yukiya Arashiro      | Sky               |
| 5.ª etapa               | etapa llana             | André Greipel      | Fabian Cancellara     | Peter Sagan       | Michael Mørkøv     | Tejay van Garderen | Matthieu Ladagnous   | Sky               |
| 6.ª etapa               | etapa llana             | Peter Sagan        | Fabian Cancellara     | Peter Sagan       | Michael Mørkøv     | Tejay van Garderen | David Zabriskie      | Sky               |
| 7.ª etapa               | etapa escarpada         | Chris Froome       | Bradley Wiggins       | Peter Sagan       | Chris Froome       | Rein Taaramäe      | Luis León Sánchez    | Sky               |
| 8.ª etapa               | etapa escarpada         | Thibaut Pinot      | Bradley Wiggins       | Peter Sagan       | Fredrik Kessiakoff | Rein Taaramäe      | Fredrik Kessiakoff   | RadioShack-Nissan |
| 9.ª etapa               | contrarreloj individual | Bradley Wiggins    | Bradley Wiggins       | Peter Sagan       | Fredrik Kessiakoff | Tejay van Garderen | no otorgado          | RadioShack-Nissan |
| 10.ª etapa              | etapa de montaña        | Thomas Voeckler    | Bradley Wiggins       | Peter Sagan       | Thomas Voeckler    | Tejay van Garderen | Thomas Voeckler      | RadioShack-Nissan |
| 11.ª etapa              | etapa de montaña        | Pierre Rolland     | Bradley Wiggins       | Peter Sagan       | Fredrik Kessiakoff | Tejay van Garderen | Pierre Rolland       | RadioShack-Nissan |
| 12.ª etapa              | etapa escarpada         | David Millar       | Bradley Wiggins       | Peter Sagan       | Fredrik Kessiakoff | Tejay van Garderen | Robert Kiserlovski   | RadioShack-Nissan |
| 13.ª etapa              | etapa llana             | André Greipel      | Bradley Wiggins       | Peter Sagan       | Fredrik Kessiakoff | Tejay van Garderen | Michael Mørkøv       | RadioShack-Nissan |
| 14.ª etapa              | etapa de montaña        | Luis León Sánchez  | Bradley Wiggins       | Peter Sagan       | Fredrik Kessiakoff | Tejay van Garderen | Peter Sagan          | RadioShack-Nissan |
| 15.ª etapa              | etapa llana             | Pierrick Fédrigo   | Bradley Wiggins       | Peter Sagan       | Fredrik Kessiakoff | Tejay van Garderen | Nicki Sørensen       | RadioShack-Nissan |
| 16.ª etapa              | etapa de montaña        | Thomas Voeckler    | Bradley Wiggins       | Peter Sagan       | Thomas Voeckler    | Tejay van Garderen | Thomas Voeckler      | RadioShack-Nissan |
| 17.ª etapa              | etapa de montaña        | Alejandro Valverde | Bradley Wiggins       | Peter Sagan       | Thomas Voeckler    | Tejay van Garderen | Alejandro Valverde   | RadioShack-Nissan |
| 18.ª etapa              | etapa llana             | Mark Cavendish     | Bradley Wiggins       | Peter Sagan       | Thomas Voeckler    | Tejay van Garderen | Alekszandr Vinokurov | RadioShack-Nissan |
| 19.ª etapa              | contrarreloj individual | Bradley Wiggins    | Bradley Wiggins       | Peter Sagan       | Thomas Voeckler    | Tejay van Garderen | no otorgado          | RadioShack-Nissan |
| 20.ª etapa              | etapa llana             | Mark Cavendish     | Bradley Wiggins       | Peter Sagan       | Thomas Voeckler    | Tejay van Garderen | no otorgado          | RadioShack-Nissan |
| Clasificaciones finales | Clasificaciones finales |                    | Bradley Wiggins       | Peter Sagan       | Thomas Voeckler    | Tejay van Garderen | Chris Anker Sørensen | RadioShack-Nissan |

## Caídas
Como suele ser habitual en los últimos años hubo multitud de caídas en la primera semana, fueron especialmente graves las producidas en la 6.ª etapa que provocaron la retirada de 13 ciclistas. En la que además parte de los favoritos perdieron tiempo en una montonera producida a 25 km de la meta, así destacaron la pérdida de Alejandro Valverde, Janez Brajkovič, Fränk Schleck y Michele Scarponi con 2' 10", Robert Gesink con 3' 30" y Thomas Voeckler con 6' 02".

En la 8.ª etapa, Samuel Sánchez (Euskaltel-Euskadi), se vio obligado a abandonar tras sufrir una caída a 100 km de meta. En el percance también se vio implicado Alejandro Valverde (Movistar), que sí pudo continuar. El resultado de las pruebas médicas determinó que el asturiano sufrió una fractura del tercer metacarpiano de la mano derecha y una fuerte contusión en la clavícula izquierda. Por tanto, su participación en los Juegos Olímpicos de Londres se vio frustrada.

## Clavos en el Mur de Péguère
En la 14.ª etapa hubo clavos durante la bajada del último puerto de la jornada, el Mur de Péguère. Ante la gravedad de los acontecimientos que provocaron hasta treinta pinchazos y el abandono por caída de Robert Kiserlovski la organización aconsejó a los equipos que sus líderes rodasen juntos para evitar que el sabotaje tuviese incidencia en la clasificación general. Sin embargo, la organización no paró oficialmente la carrera disputándose esta con normalidad aunque por momentos con un ritmo reducido provocando el reagrupamiento de los líderes rezagados.

## Abandonos
Durante la carrera se produjeron los siguientes abandonos:
| Etapa | Fecha       | Recorrido                                 | km  | Ciclista            | Equipo                      | Motivos |
| 3.ª   | 3 de julio  | Orchies-Boulogne-sur-Mer                  | 197 | Kanstantsín Siutsou | Sky                         | Fractura de tibia |
| 3.ª   | 3 de julio  | Orchies-Boulogne-sur-Mer                  | 197 | José Joaquín Rojas  | Movistar                    | Triple fractura de clavícula |
| 4.ª   | 4 de julio  | Abbeville-Rouen                           | 214 | Maarten Tjallingii  | Rabobank                    | Rotura de cadera |
| 5.ª   | 5 de julio  | Rouen-Saint-Quentin                       | 197 | Marcel Kittel       | Argos-Shimano               | Virus estomacal |
| 6.ª   | 6 de julio  | Épernay-Metz                              | 210 | Mikel Astarloza     | Euskaltel-Euskadi           | Dislocación del codo derecho |
| 6.ª   | 6 de julio  | Épernay-Metz                              | 210 | Thomas Danielson    | Garmin-Sharp                | Dislocación de hombro izquierdo, esguince de tobillo, contusión torácica y múltiples y profundas escoriaciones                                     |
| 6.ª   | 6 de julio  | Épernay-Metz                              | 210 | Davide Vigano       | Lampre-ISD                  | Traumatismo en un hombro |
| 6.ª   | 6 de julio  | Épernay-Metz                              | 210 | Wout Poels          | Vacansoleil-DCM             | Tres costillas rotas y un riñón, un pulmón y el bazo afectados                                                                                     |
| 7.ª   | 7 de julio  | Tomblaine-La Planche des Belles Filles    | 199 | Amets Txurruka      | Euskaltel-Euskadi           | Fractura de clavícula derecha en la etapa 6ª (no toma la salida)                                                                                   |
| 7.ª   | 7 de julio  | Tomblaine-La Planche des Belles Filles    | 199 | Imanol Erviti       | Movistar                    | Profunda herida en su pierna derecha en la etapa 6.ª (no toma la salida)                                                                           |
| 7.ª   | 7 de julio  | Tomblaine-La Planche des Belles Filles    | 199 | Iván Gutiérrez      | Movistar                    | Golpe en la rodilla derecha con afectación del tendón rotuliano en la etapa 6.ª (no toma la salida)                                                |
| 7.ª   | 7 de julio  | Tomblaine-La Planche des Belles Filles    | 199 | Óscar Freire        | Katusha                     | Rotura de tres costillas y un pulmón perforado en la etapa 6ª (no toma la salida)                                                                  |
| 7.ª   | 7 de julio  | Tomblaine-La Planche des Belles Filles    | 199 | Ryder Hesjedal      | Garmin-Sharp                | Lesión en la rodilla izquierda en la etapa 6.ª (no toma la salida)                                                                                 |
| 7.ª   | 7 de julio  | Tomblaine-La Planche des Belles Filles    | 199 | Robert Hunter       | Garmin-Sharp                | Vértebra dañada en la etapa 6.ª (no toma la salida)                                                                                                |
| 7.ª   | 7 de julio  | Tomblaine-La Planche des Belles Filles    | 199 | Hubert Dupont       | Ag2r La Mondiale            | Fractura de radio en una muñeca, rotura de una vértebra y un fuerte esguince en el tobillo izquierdo en la etapa 6.ª (no toma la salida)           |
| 7.ª   | 7 de julio  | Tomblaine-La Planche des Belles Filles    | 199 | Maarten Wynants     | Rabobank                    | Fractura de costillas y un pulmón perforado en la etapa 6.ª (no toma la salida)                                                                    |
| 7.ª   | 7 de julio  | Tomblaine-La Planche des Belles Filles    | 199 | Anthony Delaplace   | Saur-Sojasun                | Fractura de escafoides en la etapa 6.ª |
| 7.ª   | 7 de julio  | Tomblaine-La Planche des Belles Filles    | 199 | Johannes Fröhlinger | Argos-Shimano               | Fracturas en un dedo |
| 8.ª   | 8 de julio  | Belfort- Porrentruy                       | 157 | Gorka Verdugo       | Euskaltel-Euskadi           | Herida abierta en la tibia |
| 8.ª   | 8 de julio  | Belfort- Porrentruy                       | 157 | Samuel Sánchez      | Euskaltel-Euskadi           | Fractura del tercer metacarpiano de la mano derecha y fuerte contusión en la clavícula izquierda                                                   |
| 10.ª  | 11 de julio | Mâcon-Bellegarde-sur-Valserine            | 194 | Rémy Di Gregorio    | Cofidis, le Crédit en Ligne | Suspensión por parte del equipo al haber sido detenido por la policía durante una redada antidopaje durante el día de descanso (no toma la salida) |
| 10.ª  | 11 de julio | Mâcon-Bellegarde-sur-Valserine            | 194 | Tony Martin         | Omega Pharma-Quick Step     | Recupersarse para los Juegos Olímpicos de Londres 2012 como consecuencia de una fractura de escafoides (no toma la salida)                         |
| 10.ª  | 11 de julio | Mâcon-Bellegarde-sur-Valserine            | 194 | Matthew Lloyd       | Lampre-ISD                  | Fractura de codo (no toma la salida) |
| 11.ª  | 12 de julio | Albertville-La Toussuire-Les Sybelles     | 140 | Fabian Cancellara   | RadioShack-Nissan           | Asistir al nacimiento de su segundo hijo |
| 11.ª  | 12 de julio | Albertville-La Toussuire-Les Sybelles     | 140 | Lieuwe Westra       | Vacansoleil-DCM             | |
| 11.ª  | 12 de julio | Albertville-La Toussuire-Les Sybelles     | 140 | Gustav Larsson      | Vacansoleil-DCM             | |
| 11.ª  | 12 de julio | Albertville-La Toussuire-Les Sybelles     | 140 | Mark Renshaw        | Rabobank                    | |
| 11.ª  | 12 de julio | Albertville-La Toussuire-Les Sybelles     | 140 | Rob Ruijgh          | Vacansoleil-DCM             | |
| 11.ª  | 12 de julio | Albertville-La Toussuire-Les Sybelles     | 140 | Bauke Mollema       | Rabobank                    | |
| 11.ª  | 12 de julio | Albertville-La Toussuire-Les Sybelles     | 140 | Robert Gesink       | Rabobank                    | Dolores en el tórax |
| 11.ª  | 12 de julio | Albertville-La Toussuire-Les Sybelles     | 140 | Alessandro Petacchi | Lampre-ISD                  | Fuera de control |
| 11.ª  | 12 de julio | Albertville-La Toussuire-Les Sybelles     | 140 | Yuriy Krivtsov      | Lampre-ISD                  | Fuera de control |
| 12.ª  | 13 de julio | Saint-Jean-de-Maurienne-Annonay-Davézieux | 220 | David Moncoutié     | Cofidis, le Crédit en Ligne | Heridas en su costado izquierdo y en la clavícula                                                                                                  |
| 12.ª  | 13 de julio | Saint-Jean-de-Maurienne-Annonay-Davézieux | 220 | Tom Veelers         | Argos-Shimano               | |
| 13.ª  | 14 de julio | Saint-Paul-Trois-Chateaux-Le Cap d´Agde   | 215 | Tony Gallopin       | RadioShack-Nissan           | |
| 14.ª  | 15 de julio | Limoux-Foix                               | 192 | Robert Kiserlovski  | Astana                      | |
| 15.ª  | 16 de julio | Samatan-Pau                               | 160 | Kenny Van Hummel    | Vacansoleil-DCM             | |
| 15.ª  | 16 de julio | Samatan-Pau                               | 160 | Yauheni Hutarovich  | FDJ-BigMat                  | |
| 15.ª  | 16 de julio | Samatan-Pau                               | 160 | Vincent Jerome      | Europcar                    | |
| 15.ª  | 16 de julio | Samatan-Pau                               | 160 | Brett Lancaster     | Orica-GreenEDGE             | |
| 15.ª  | 16 de julio | Samatan-Pau                               | 160 | Giovanni Bernaudeau | Europcar                    | |
| 15.ª  | 16 de julio | Samatan-Pau                               | 160 | Sylvain Chavanel    | Omega Pharma-Quick Step     | |
| 16.ª  | 17 de julio | Pau-Bagnères de Luchon                    | 160 | Fränk Schleck       | RadioShack-Nissan           | Resultado analítico adverso (no toma la salida) |
| 16.ª  | 17 de julio | Pau-Bagnères de Luchon                    | 160 | Vladimir Gusev      | Katusha                     | |
| 16.ª  | 17 de julio | Pau-Bagnères de Luchon                    | 160 | Grega Bole          | Lampre-ISD                  | |

## Reparto de premios
En total, más de 3,4 millones de euros se repartieron en este Tour. A la salida cada equipo recibió 51.243€, cada equipo que llegó a París con al menos siete corredores recibieron un bono adicional de 1.600€ por ciclista. El ganador de la clasificación general ganó 450.000€. Se pagó una cantidad de 400€ a todos los ciclistas que acabaron el Tour.
| Clasificación   | 1.       | 2.       | 3.       | 4.      | 5.      | 6.      | 7.      | 8.     | 9.     | 10.    | Por día |
| --------------- | -------- | -------- | -------- | ------- | ------- | ------- | ------- | ------ | ------ | ------ | ------- |
| General         | 450000 € | 200000 € | 100000 € | 70000 € | 50000 € | 23000 € | 11500 € | 7600 € | 4500 € | 3800 € | 350 €   |
| Puntos          | 25000 €  | 15000 €  | 10000 €  | 4000 €  | 3500 €  | 3000 €  | 2500 €  | 2000 € | –      | –      | 300 €   |
| Mejor escalador | 25000 €  | 15000 €  | 10000 €  | 4000 €  | 3500 €  | 3000 €  | 2500 €  | 2000 € | –      | –      | 300 €   |
| Joven           | 20000 €  | 15000 €  | 10000 €  | 5000 €  | –       | –       | –       | –      | –      | –      | 300 €   |
| Por equipos     | 50000 €  | 30000 €  | 20000 €  | 12000 € | 8000 €  | –       | –       | –      | –      | –      | –       |
| Combatividad    | 20000 €  | –        | –        | –       | –       | –       | –       | –      | –      | –      | –       |

Los vencedores de etapa ganaron 8000 €. Los premios fueron bajando hasta el 20.º de la etapa al que le otorgaron finalmente 200 €. En una carrera contrarreloj individual, el ganador se llevó 10.000 €, bajando el premio hasta el 20.º de la etapa al que le otorgan también 200 €. Un premio se concedió a los tres primeros que pasan por un sprint intermedio. Los premios también se concedieron por pasar por los diferentes puertos, al mejor joven de la etapa, al ciclista más combativo y el mejor equipo en la etapa.
| Clasificación     | 1.      | 2.     | 3.     | 4.     | 5.    | 6.    | 7.    | 8.    | 9.    | 10.   |
| ----------------- | ------- | ------ | ------ | ------ | ----- | ----- | ----- | ----- | ----- | ----- |
| Etapa             | 8000 €  | 4000 € | 2000 € | 1200 € | 830 € | 780 € | 730 € | 670 € | 650 € | 600 € |
| Contrarreloj      | 10000 € | 5000 € | 2500 € | 1000 € | 800 € | 700 € | 600 € | 600 € | 500 € | 500 € |
| Sprint intermedio | 1500 €  | 1000 € | 500 €  | –      | –     | –     | –     | –     | –     | –     |
| Puerto HC         | 800 €   | 450 €  | 300 €  | –      | –     | –     | –     | –     | –     | –     |
| Puerto 1.ª cat.   | 650 €   | 400 €  | 150 €  | –      | –     | –     | –     | –     | –     | –     |
| Puerto 2.ª cat.   | 500 €   | 250 €  | –      | –      | –     | –     | –     | –     | –     | –     |
| Puerto 3.ª cat.   | 300 €   | –      | –      | –      | –     | –     | –     | –     | –     | –     |
| Puerto 4.ª cat.   | 200 €   | –      | –      | –      | –     | –     | –     | –     | –     | –     |
| Mejor joven       | 500 €   | –      | –      | –      | –     | –     | –     | –     | –     | –     |
| Combatividad      | 2000 €  | –      | –      | –      | –     | –     | –     | –     | –     | –     |
| Equipo            | 2800 €  | –      | –      | –      | –     | –     | –     | –     | –     | –     |

También se dieron dos premios especiales. Los primeros de la ascensión Col du Tourmalet y al Col de la Croix de Fer ganando el trofeo Jacques-Goddet y el trofeo Henri-Desgrange, dotado cada uno con 5000 € de premio.